# Preclusão
Preclusão é, no direito processual, a perda do direito de agir nos autos em face da perda da oportunidade, conferida por certo prazo. Assim, se a parte processual não recorre da sentença, da decisão ou não realiza qualquer ato processual o qual poderia ou deveria realizar no prazo legal ou judicial, seu direito de agir sofre o fenômeno processual da preclusão.

## Modalidades
A preclusão pode ser:
- Temporal, referente ao tempo;
- Consumativa, quando o ato processual já se consumou, não podendo praticá-lo novamente visando ao mesmo objetivo;
- Lógica, quando se pratica determinado ato processual que o impeça de praticá-lo de outra forma visando ao mesmo objetivo; atingir o mesmo objetivo processual de forma oblíqua.